# Julijanina žutika
Julijanina žutika (lat. Berberis julianae) je zimzeleni trnoviti grm podrijetlom iz srednje Kine. Najviše raste u zapadnom dijelu pokrajine Hubei. Biljka je otporna na niske temperature, sušu, dim, prašinu i otrovne plinove. Često se uzgaja kao ukrasna biljka.

## Opis
Dostiže visinu oko 2-3 m i širinu do 2 m. Kora je naborana i sive je boje. 
Listovi su elipsasti, tamnozelene boje, kožasti i sjajni. Imaju bodljikave ivice. U jesen su žuti do crveni.
Cvjetovi su dvospolni i žuti, formiraju grozdove duge 8-12 cm. Rastu u svibnju i lipnju. Imaju jako lijep i ugodan miris.
Plodovi su elipsasti i imaju promjer do 8 mm. Tamnoplave su boje i jako lijepo izgledaju. Obilno rode i ostaju na grančicama tijekom zime. 